# 後藤光藏
後藤 光藏（1896年1月4日—1986年12月12日）為日本陸軍軍人。最終階級陸軍中將。

## 經歷
大分縣出身。後藤友六的二男。熊本陸軍幼年學校、中央幼年學校畢業。1917年（大正6年）5月、陸軍士官學校（29期）畢業。同年12月、任官步兵少尉就任步兵第1聯隊付。1926年（大正15年）12月、日本陸軍大學校（38期）第1名畢業。
歷任步兵第1連隊中隊長、參謀本部付勤務、參謀本部員、日本駐德國大使館付武官補佐官等職。1933年（昭和8年）從12月至1938年（昭和13年）7月擔任侍從武官。1938年7月、昇進步兵大佐就任第1軍參謀、中日戰爭參戰。擔任過步兵第1聯隊長、教育總監部第1課長等職。1941年（昭和16年）10月、進級陸軍少將擔任教育總監部總務部長。
1944年（昭和19年）4月、就任第2方面軍參謀副長、及防衛總司令部總參謀副長。1945年（昭和20年）3月、進升陸軍中將。同年4月、擔任第1總軍參謀副長。接替宮城事件中被殺害的森赳中將就任近衛第1師團長至終戰後的事務處理。
指揮近衛第1師團復員之後、1945年9月就任初代禁衛府長官、擔任至1946年（昭和21年）1月。